# Calumma amber
Calumma amber (Хамелеон гір Амбер) — вид ящірок родини хамелеонових (Chamaeleonidae). Вперше цей вид був помічений у 1989 році, а вперше описаний у 2006 році, і може бути знайдений лише в найпівнічнішій частині північного Анціранана провінції Мадагаскару, на території Національного парку Монтань-д'Амбр та навколо нього.

## Поширення

Гірський хамелеон (Calumma amber), Національний парк Монтань-д'Амбре.

Вид є ендеміком Мадагаскару. Зустрічається на півночі країни у провінції Анціранана. Виявлений під пологом тропічного лісу на території Національного парку Монтань-д'Амбр на висоті 900—1300 м над рівнем моря. Ареал виду займає площу 385 км².

## Охоронний статус
Популяція виду сильно фрагментована, але виживанню виду нічого не загрожує.